# Gresham Park
Gresham Park és una concentració de població designada pel cens dels Estats Units a l'estat de Geòrgia. Segons el cens del 2000 tenia 9.215 habitants.

## Demografia
Segons el cens del 2000, Gresham Park tenia 9.215 habitants, 2.989 habitatges, i 2.397 famílies. La densitat de població era de 1.257,2 habitants/km².
Dels 2.989 habitatges en un 39,3% hi vivien nens de menys de 18 anys, en un 35,6% hi vivien parelles casades, en un 37,7% dones solteres, i en un 19,8% no eren unitats familiars. En el 16,4% dels habitatges hi vivien persones soles el 2,5% de les quals corresponia a persones de 65 anys o més que vivien soles. El nombre mitjà de persones vivint en cada habitatge era de 3,08 i el nombre mitjà de persones que vivien en cada família era de 3,39.
Per edats la població es repartia de la següent manera: un 31,3% tenia menys de 18 anys, un 10,8% entre 18 i 24, un 28,5% entre 25 i 44, un 23,6% de 45 a 60 i un 5,9% 65 anys o més.
L'edat mediana era de 30 anys. Per cada 100 dones de 18 o més anys hi havia 75,5 homes.
La renda mediana per habitatge era de 35.853 $ i la renda mediana per família de 33.938 $. Els homes tenien una renda mediana de 27.063 $ mentre que les dones 22.365 $. La renda per capita de la població era de 14.614 $. Entorn del 16,1% de les famílies i el 18,2% de la població estaven per davall del llindar de pobresa.

## Poblacions més properes
El següent diagrama mostra les poblacions més properes.